# Knjige u 1904.
◄◄ | ◄ | 1901. | 1902. | 1903. | 1904.  | 1905. | 1906. | 1907. | ► | ►►
Arhitektura • Astronomija • Biologija • Film • Fotografija • Glazba • Kazalište • Kemija • Kiparstvo • Knjige • Književnost • Kršćanstvo • Meteorologija • Medicina • Planinarstvo • Politika • Pravo • Promet • Slikarstvo • Strip • Šport • Televizija • Znanost • Zrakoplovstvo • Željeznički promet
Knjige u 1904.

## Hrvatska i u Hrvata
- Grudobran kraljevine Hrvatske, Gjuro Deželić. Izdavač: Tisak Prve hrvatske radničke tiskare, Zagreb. Rijetka knjiga. Broj stranica: 541

## Vanjske poveznice
|  | Zajednički poslužitelj ima još gradiva o temi Knjige iz 1904. |